# Пішковське сільське поселення (Нерчинський район)
Пішко́вське сільське поселення (рос. Пешковское сельское поселение) — сільське поселення у складі Нерчинського району Забайкальського краю Росії.
Адміністративний центр — село Пішково.

## Історія
Станом на 2002 рік існували Пішковський сільський округ (села Кулаково, Макієвка, Пішково, Право-Пішково) та Савватієвський сільський округ (село Савватієво). Пізніше село Макієвка було передане до складу Нерчинського міського поселення.

## Населення
Населення сільського поселення становить 956 осіб (2019; 1033 у 2010, 1139 у 2002).

## Склад
До складу сільського поселення входять:
| Населений пункт     | Населення, осіб (2002) | Населення, осіб (2010) |
| ------------------- | ---------------------- | ---------------------- |
| Кулаково, село      | 83                     | 72                     |
| Пішково, село       | 506                    | 476                    |
| Право-Пішково, село | 134                    | 142                    |
| Савватієво, село    | 416                    | 343                    |